# Kairos
| 전문가 평가    | 전문가 평가  |
| 평가 점수      | 평가 점수    |
| 출처           | 점수         |
| -------------- | ------------ |
| About.com      | [ 1 ]        |
| AllMusic       | [ 5 ]        |
| The A.V. Club  | C−           |
| Knac           | [ 7 ]        |
| Metal Archives | (favourable) |

《Kairos》는 브라질의 헤비 메탈 밴드 세풀투라의 열두 번째 스튜디오 음반이다. 2011년 6월 24일 독일의 독립 음반사인 뉴클리어 블래스트에 의해 발매되었다. 이는 2001년 《Nation》 이후 SPV/스팀해머로 발매되지 않은 밴드의 첫 번째 음반이다.

## 배경 및 녹음
2010년 7월 6일, 세풀투라는 뉴클리어 블래스트와 계약을 맺고 2011년 레이블을 위한 그들의 첫 번째 음반을 발매할 것이라고 발표되었다. 2010년 말, 밴드는 새로운 자료를 쓰기 시작했고 프로듀서 로이 Z(주다스 프리스트, 핼퍼드, 아이언 메이든의 브루스 디킨슨, 헬로윈)와 함께 그들의 열두 번째 음반 녹음을 시작하기 위해 스튜디오에 들어갔다. 《Kairos》의 녹음 세션은 2009년 이전의 《A-Lex》가 녹음된 곳과 같은 브라질 상파울로의 트라마 스튜디오에서 2010년 12월부터 2011년 3월까지 열렸다.
2011년 3월 1일, 세풀투라는 잠정적으로 2011년 5월까지였던 그들의 음반 녹음을 마쳤다고 발표했다. 음반이 끝난 며칠 후, 세풀투라는 2011년 3월 4일에 음반명을 《Kairos》라고 부르고 그 늦봄이나 초여름쯤에 발매될 것이라고 발표했다. 《Kairos》는 발매 5개월 만에 밴드를 떠났기 때문에 드러머 진 돌라벨라와 함께 녹음한 세풀투라의 마지막 음반이었다.

## 곡 목록
모든 곡들은 특별한 언급이 없는 한 세풀투라에 의해 작사/작곡하였다.
| #   | 제목                           | 작사·작곡                                    | 재생 시간 |
| --- | ------------------------------ | -------------------------------------------- | --------- |
| 1.  | 〈Spectrum〉                   |                                              | 4:03      |
| 2.  | 〈Kairos〉                     |                                              | 3:37      |
| 3.  | 〈Relentless〉                 |                                              | 3:36      |
| 4.  | 〈2011〉                       |                                              | 0:30      |
| 5.  | 〈Just One Fix〉               | 알 유르겐센, 폴 바커, 빌 리플린, 마이클 발치 | 3:33      |
| 6.  | 〈Dialog〉                     |                                              | 4:57      |
| 7.  | 〈Mask〉                       |                                              | 4:31      |
| 8.  | 〈1433〉                       |                                              | 0:31      |
| 9.  | 〈Seethe〉                     |                                              | 2:27      |
| 10. | 〈Born Strong〉                |                                              | 4:40      |
| 11. | 〈Embrace the Storm〉          |                                              | 3:32      |
| 12. | 〈5772〉                       |                                              | 0:29      |
| 13. | 〈No One Will Stand〉          |                                              | 3:17      |
| 14. | 〈Structure Violence (Azzes)〉 |                                              | 5:39      |
| 15. | 〈4648〉                       |                                              | 0:28      |